# Dustin Ingram
Dustin Kyle Ingram (Contea di Riverside, 25 gennaio 1990) è un attore statunitense.

## Carriera
Figlio di due attori, Ingram ha sviluppato un precoce apprezzamento per il teatro e la produzione. Ha avuto il suo primo ruolo in una produzione di Joseph and the Amazing Technicolor Dreamcoat.
Dopo un periodo di teatro, Ingram ha intrapreso una carriera nel cinema e in televisione, dicendo che si era posto la domanda: "Come sarebbe lottare per la verità completa e ultima in uno spettacolo piuttosto che assicurarsi che le persone nell'ultima fila di un teatro da 3 000 posti sapeva cosa provavi?”. Nel 2024, ha ottenuto il suo primo ruolo importante nella serie Unfabulous, nei panni di  Duane Oglivy, fino al 2007.
Nel 2016 recita in Cabin Fever, remake del film del 2002 di Eli Roth.
Nel 2019, ha un ruolo ricorrente nella serie Watchmen, basata sui Fumetti DC della serie omonima.
Nonostante la carriera televisiva e cinematografica, Ingram continua a recitare occasionalmente in opere teatrali. Nel 2012, ha interpretato il ruolo principale di Jared nel film di Barrymore Awards di Annie Baker, vincitore del Body Awareness.

## Filmografia parziale

### Cinema
- Sky High - Scuola di superpoteri (Sky High), regia di Mike Mitchell (2005)
- Monica Velour - Il grande sogno (Meet Monica Velour), regia di Keith Bearden (2010)
- Paranormal Activity 3, regia di Ariel Schulman e Henry Joost (2011)
- Cabin Fever, regia di Travis Zariwny (2016)
- La gang dei supereroi (Secret Headquarters), regia di Ariel Schulman e Henry Joost (2022)

### Televisione
- Unfabulous – serie TV, 32 episodi (2004-2007)
- Zack e Cody al Grand Hotel (The Suite Life of Zack and Cody) – serie TV, un episodio (2007)
- Tutti odiano Chris (Everybody Hates Chris) – serie TV, un episodio (2008)
- Zeke e Luther (Zeke and Luther) – serie TV, un episodio (2010)
- Glee – serie TV, un episodio (2010)
- NCIS: Los Angeles – serie TV, un episodio (2012)
- Vicini del terzo tipo (The Neighbors) – serie TV, un episodio (2013)
- Longmire – serie TV, un episodio (2014)
- True Blood – serie TV, 4 episodi (2014)
- Lab Rats – serie TV, 4 episodi (2014)
- Castle – serie TV, episodio 7x22 (2015)
- Bones – serie TV, un episodio (2015)
- Vinyl – serie TV, un episodio (2016)
- L'ultimo tycoon (The Last Tycoon) – serie TV, un episodio (2016)
- Murder in the First – serie TV, un episodio (2016)
- Sun Records – serie TV, 2 episodi (2017)
- NCIS - Unità anticrimine (NCIS) – serie TV, un episodio (2018)
- The Magicians – serie TV, 6 episodi (2018-2019)
- Watchmen – serie TV, 3 episodi (2019)
- Good Trouble – serie TV, 16 episodi (2019-2020)
- Il mistero dei Templari - La serie (National Treasure: Edge of History) – serie TV, 5 episodi (2022-2023)

## Doppiatori italiani
Nelle versioni in italiano delle opere in cui ha recitato, Dustin Ingram è stato doppiato da:
- David Chevalier in Vinyl, Good Trouble, Grey's Anatomy
- Gianluca Cortesi in True Blood, Castle
- Emiliano Coltorti in Paranormal Activity 3
- Sacha De Toni in NCIS: Los Angeles
- Alessandro Capra in Lab Rats
- Davide Albano in Watchmen
- Flavio Aquilone in La gang dei supereroi
- Stefano Dori ne Il mistero dei Templari - La serie